# Presidenti della Provincia di Viterbo
Elenco dei presidenti dell'amministrazione provinciale di Viterbo.

## Italia repubblicana (dal 1946)

### Presidenti della Provincia (dal 1951)

#### Eletti dal Consiglio provinciale (1951-1993)
| Nº | Ritratto | Ritratto | Nome                         | Mandato          | Mandato          | Partito                     |
| Nº | Ritratto | Ritratto | Nome                         | Inizio           | Fine             | Partito                     |
| -- | -------- | -------- | ---------------------------- | ---------------- | ---------------- | --------------------------- |
|    |          |          | Leto Morvidi                 | 1951             | 1956             | Partito Comunista Italiano  |
|    |          |          | ?                            | ?                | ?                | ?                           |
|    |          |          | Angelo Antonio Delle Monache | 21 ottobre 1988  | 5 novembre 1990  | Partito Socialista Italiano |
|    |          |          | Claudio Casagrande           | 26 novembre 1990 | 20 dicembre 1991 | Partito Socialista Italiano |
|    |          |          | Rosato Rosati                | 13 febbraio 1992 | 5 giugno 1993    | Democrazia Cristiana        |

#### Eletti direttamente dai cittadini (1993-2015)
| Nº | Nº | Ritratto | Nome                                        | Mandato           | Mandato           | Partito                                     | Elezione |
| Nº | Nº | Ritratto | Nome                                        | Inizio            | Fine              | Partito                                     | Elezione |
| -- | -- | -------- | ------------------------------------------- | ----------------- | ----------------- | ------------------------------------------- | -------- |
|    |    |          | Ugo Nardini                                 | 21 giugno 1993    | 12 maggio 1997    | Partito Democratico della Sinistra          | 1993     |
|    |    |          | Giulio Marini                               | 12 maggio 1997    | 20 settembre 1999 | Forza Italia                                | 1997     |
| –  |    |          | Carmelo Dimarco (Commissario straordinario) | 20 settembre 1999 | 1º maggio 2000    | —                                           | —        |
|    |    |          | Giulio Marini                               | 1º maggio 2000    | 19 aprile 2005    | Forza Italia                                | 2000     |
|    |    |          | Alessandro Mazzoli                          | 19 aprile 2005    | 30 marzo 2010     | Democratici di Sinistra Partito Democratico | 2005     |
|    |    |          | Marcello Meroi                              | 30 marzo 2010     | 4 maggio 2015     | Il Popolo della Libertà                     | 2010     |

#### Eletti dai sindaci e consiglieri della provincia (dal 2015)
| Nº | Ritratto | Ritratto | Nome                                               | Mandato           | Mandato           | Partito             | Elezione |
| Nº | Ritratto | Ritratto | Nome                                               | Inizio            | Fine              | Partito             | Elezione |
| -- | -------- | -------- | -------------------------------------------------- | ----------------- | ----------------- | ------------------- | -------- |
|    |          |          | Mauro Mazzola                                      | 4 maggio 2015     | 26 giugno 2017    | Partito Democratico | 2015     |
|    |          |          | Maurizio Palozzi (Vicepresidente facente funzioni) | 26 giugno 2017    | 19 settembre 2017 | Partito Democratico | 2015     |
|    |          |          | Pietro Nocchi                                      | 19 settembre 2017 | 19 dicembre 2021  | Partito Democratico | 2017     |
|    |          |          | Alessandro Romoli                                  | 19 dicembre 2021  | in carica         | Forza Italia        | 2021     |